# Дарденак
Дарденак (фр. Dardenac) насеље је и општина у југозападној Француској у региону Аквитанија, у департману Жиронда која припада префектури Либурн.
По подацима из 2011. године у општини је живело 92 становника, а густина насељености је износила 61,33 становника/km². Општина се простире на површини од 1,5 km². Налази се на средњој надморској висини од 77 метара (максималној 86 m, а минималној 33 m).

## Демографија
| 1962. | 1968. | 1975. | 1982. | 1990. | 1999. | 2011. |
| ----- | ----- | ----- | ----- | ----- | ----- | ----- |
| 58    | 61    | 57    | 67    | 60    | 59    | 92    |

График промене броја становника у току последњих година